# Mathias Fredriksson
Mathias Fredriksson (n. 11 februarie 1973, Uddevalla, Gothenburg and Bohus County⁠(d), Suedia) este un schior de fond ce a reprezentat Suedia, medaliat olimpic. A participat la 3 ediții ale Jocurilor Olimpice (1998, 2002, 2006) în care a câștigat o medalie de bronz.